# آنتانیماساکا (آمباتولامپی)
آنتانیماساکا (به لاتین: Antanimasaka) یک منطقهٔ مسکونی در ماداگاسکار است که در بخش امباتولامپی واقع شده‌است. آنتانیماساکا ۵٬۰۰۰ نفر جمعیت دارد و ۱٬۵۹۴ متر بالاتر از سطح دریا واقع شده‌است.